# Aérodrome de Longuyon - Villette
L’aérodrome de Longuyon - Villette (code OACI : LFGS) est un aérodrome civil, ouvert à la circulation aérienne publique (CAP), situé sur la commune de Villette à 4,5 km au nord-nord-ouest de Longuyon en Meurthe-et-Moselle (région Lorraine, France).
Il est utilisé pour la pratique d’activités de loisirs et de tourisme (aviation légère et aéromodélisme).

## Installations
L’aérodrome dispose d’une piste en herbe orientée est-ouest (10/28), longue de 900 mètres et large de 50.
L’aérodrome n’est pas contrôlé. Les communications s’effectuent en auto-information sur la fréquence de 123,500 MHz.
S’y ajoutent :
- une aire de stationnement ;
- sept hangars ;
- une station d’avitaillement en carburant (100LL)[2] ;
- un club-house.

## Activités
- Aéro-club Frontières Lorraines